# ستيف سويني
ستيف سويني (بالإنجليزية: Steve Sweeney)‏ هو مقدم برامج إذاعية أمريكي، ولد في 10 نوفمبر 1948 في Charlestown, Boston ‏ في الولايات المتحدة.

## وصلات خارجية
- ستيف سويني على موقع IMDb (الإنجليزية)
- ستيف سويني على موقع قاعدة بيانات الفيلم (الإنجليزية)